# Ophiorrhiza barberi
Ophiorrhiza barberi är en måreväxtart som beskrevs av James Sykes Gamble. Ophiorrhiza barberi ingår i släktet Ophiorrhiza och familjen måreväxter. Inga underarter finns listade i Catalogue of Life.